# Playmen
Playmen, bildat 2005, är en grekisk musikgrupp. Den består av duon Pavlos Manolis och Lefteris Xenakis.

## Karriär
De blev kända år 2009 med låten "Together Forever" som de framför med Reckless. Låten släpptes i en ny version nästa år, denna gång med bandet Onirama och sångerskan Helena Paparizou. År 2012 gav de ut ytterligare en låt med Paparizou. Gruppen har släppt fler låtar med kända artister, bland annat med den amerikanska artisten T-Pain. Bland deras kändaste låtar finns "Tonight" från 2011 som framförs tillsammans med Claydee och Tamta. Den tillhörande musikvideon hade fler än 1,7 miljoner visningar på Youtube i mars 2013. Bland dem finns även "Fallin'" som framförs med den unga sångerskan Demy. Videon till den singeln hade nästan 4 miljoner visningar i mars 2013.

## Diskografi

### Singlar
- 2009 – "Together Forever" (med Reckless)
- 2010 – "Together Forever" (med Onirama & Helena Paparizou)
- 2010 – "Feel Your Love" (med The Fade & MIA)
- 2011 – "Tonight" (med Claydee & Tamta)
- 2011 – "Out of My Head" (med Alex Leon & T-Pain)
- 2012 – "Fallin'" (med Demy)
- 2012 – "All the Time" (med Helena Paparizou, Courtney & Riskykidd)